# Tales from the Shadowhunter Academy
Tales from the Shadowhunter Academy är en miniserie skriven av Cassandra Clare, Maureen Johnson, Sarah Rees Brennan och Robin Wasserman. Den är uppbyggd på samma sätt som The Bane Chronicles med 10 korta berättelser som kom ut som e-böcker varje månad mellan februari och november 2015. En inbunden bok gavs ut under 2016.

## Innehåll
I berättelserna får man följa Simon Lewis som efter City of Heavenly Fire tränar för att bli en shadowhunter på akademin för shadowhunters. Man får även läsa om Jace, Clary, Will, Jem, Tessa och andra karaktärer från The Mortal Instruments och The Infernal Devices.

### 1. Welcome to Shadowhunter Academy
- 17 februari – Cassandra Clare och Sarah Rees Brennan. Ljudbok berättad av Devon Bostick.

Efter att ha levt som en vanlig människa och en vampyr trodde Simon aldrig att han skulle bli en shadowhunter, men idag börjar han sin träning på Shadowhunter Academy.

### 2. The Lost Herondale
- 17 mars – Cassandra Clare och Robin Wasserman. Ljudbok berättad av Jack Falahee.

Simon lär sig om det värsta brottet en shadowhunter kan begå: att överge sina kamrater. I början av 1800-talet, övergav shadowhuntern Tobias Herondale sina kamrater under stridens hetta och lämnade dem för att dö. Tobias kom aldrig tillbaka och Clave tog hans frus liv i utbyte mot Tobias. Simon och hans vänner är chockade över denna brutalitet, speciellt när det avslöjas att Tobias fru var gravid. Men vad händer om barnet överlevde? Kan det finnas en förlorad Herondale ute i världen?

### 3. The Whitechapel Fiend
- 21 april – Cassandra Clare och Maureen Johnson. Ljudbok berättad av Luke Pasqualino.

Simon lär sig sanningen bakom Jack the Ripper. "Jack" stoppades av Will Herondale, Wills tidigare parabatai Jem och institutet i London.

### 4. Nothing But Shadows
- 19 maj – Cassandra Clare och Sarah Rees Brennan. Ljudbok berättad av Nico Mirallegro.

Simon ifrågasätter upplägget på skolan och lär sig historien om James Herondale och Matthew Fairchild och det ovanliga sättet som de blev vänner och parabatai.

### 5. The Evil We Love
- 16 juni – Cassandra Clare och Robin Wasserman. Ljudbok berättad av Chris Wood.

Historien om Valentines cirkel.

### 6. Pale Kings and Princes
- 21 juli – Cassandra Clare och Robin Wasserman. Ljudbok berättad av Ki Hong Lee.

Simon har ett möte med downworlders och blir tillrättavisad för att inte följa reglerna för studenters interaktion med downworlders.

### 7. Bitter of Tongue
- 18 augusti – Cassandra Clare och Sarah Rees Brennan. Ljudbok berättad av Torrance Coombs.

När älvor kidnappar Simon möter han en medlem av the Wild Hunt, den före detta shadowhuntern Mark Blackthorn.

### 8. The Fiery Trial
- 15 september – Cassandra Clare och Sarah Rees Brennan. Ljudbok berättad av Sam Heughan.

Emma Carstairs och Julian Blackthorn blir parabatai. Simon och Clary agerar som deras vittnen, så att de kan se hur en parabataibindning ser ut eftersom de vill bli parabatai så fort Simon tar examen.

### 9. Born to Endless Night
- 20 oktober – Cassandra Clare och Sarah Rees Brennan. Ljudbok berättad av Keahu Kahuanui.

Simon, liksom resten av akademin, blir chockad när en trollkarlsbebis med marinblå hudfärg hittas på akademins trappsteg.

### 10. Angels Twice Descending
- 17 november – Cassandra Clare och Robin Wasserman. Ljudbok berättad av Brett Dalton.

Någon överlever och någon dör under Simons examensceremoni.